# تريرددور (ويلز)
تريرددور (بالإنجليزية: Trearddur)‏ هي مستوطنة تقع في المملكة المتحدة في ويلز. يقدر عدد سكانها بـ 1,858 نسمة .